# سامیانگ-دونگ
سامیانگ-دونگ (به لاتین: Samyang-dong) یک منطقهٔ مسکونی در کره جنوبی است که در Gangbuk District واقع شده‌است.